# トヨタ・K型エンジン
トヨタ・K型エンジン（トヨタ・Kがたエンジン）は、トヨタ自動車、および豊田自動織機が1966年（昭和41年）から2011年（平成23年）まで製造していた水冷直列4気筒ガソリンエンジンの系列である。
長期に渡って生産が続けられていたがその後、自動車用は最終的に平成20年排出ガス規制に適応することができず、2007年（平成19年）6月を以って生産終了となったが、一方の豊田自動織機製のフォークリフト「プチランナーG」用の5K型に限り、作業車用・産業用として継続生産されていたが、こちらも平成24年排出ガス規制に適応することができず、2011年12月を以って生産終了。また、各種補修用ASSY部品としての製造も2019年末（令和元年末）までに終了となった。

## 概要
原型は1966年に初代（KE10型）カローラ用のエンジンとして開発され、競合する日産・サニー用エンジンの日産・A型エンジンシリーズが当初3ベアリング式を採用していたのに対し、設計段階から5ベアリング式が採用されている。
構造自体はほぼ同期に登場した日産A型シリーズ同様、シンプルなターンフロー（カウンターフロー）式OHV機構ながらカムシャフト位置をハイマウントカムシャフトタイプとして、高速化に対処している。コンパクトかつ低重心で軽量なうえ、信頼性や耐久性に秀でており、初代カローラが発売された当時では、小型車用エンジンとして高い水準の性能を備えていた。
初代カローラ開発時にはコスト低減のために、トヨペット・コロナの廉価モデル用、およびトヨエース用として採用されていた旧世代エンジンのP型を流用する案もあったが、カローラ開発チームの主査であった長谷川龍雄は「そんな旧型の重いエンジンでは高速化時代に対応できない」とP型流用案を一蹴、高速（高回転）・小型・軽量型の新エンジンであるK型を開発させたと自ら証言している。K型は当初1,000cc級エンジンとして設計されていたが、カローラ市販化が間近になった時期に至って営業側の強力な要請で排気量増大が求められ、急遽、突貫作業で1,077ccへの設計変更が行われて、「プラス100ccの余裕」という初代カローラのキャッチコピーを生んだという逸話が知られる。
以後、カローラ（初代〜4代目）やパブリカ（2代目のみ）、スターレット（初代・2代目）、ライトエース（初代〜5代目）などを中心としたトヨタの小型車用エンジンの主力として広範囲に用いられた。その優れた信頼性と素性ゆえに自動車用途はもとより、フォークリフトなどの作業用車両や一部の産業用エンジンなどの用途にも幅広く使用された。

## 系譜
- エンジン型式一覧の自動車用エンジンの系譜を参照。

## 生産期間
- 国内向け：1966年10月 - 2011年12月（フォークリフト用などの作業車用・産業用を含む）

## 型式

### K
- 種類：OHV 8バルブ シングルキャブレター
- 排気量：1.077L
- 内径×行程：75.0×61.0(mm)
- 圧縮比：9.0
- 出力：60ps/6,000rpm
- トルク：8.5kg·m/3,800rpm
- 搭載車種（車両型式）
  - （初）初代カローラ（KE10） - ※ ハイデラックス、SL以外
  - 初代カローラ4ドアセダン（KE10-F） - ※ ハイデラックス以外
  - 初代カローラバン（KE16V）
  - 初代カローラスプリンター（KE15）

### K-D
K型の高圧縮比仕様
- 種類：OHV 8バルブ シングルキャブレター 高圧縮比
- 排気量：1.077L
- 内径×行程：75.0×61.0(mm)
- 圧縮比：10.0
- 出力：64ps/6,400rpm
- トルク：8.7kg·m/3,800rpm
- 搭載車種（車両型式）
  - （初）初代カローラハイデラックス（KE10 / KE10-F）
  - 初代カローラスプリンターデラックス（KE15）

### K-B
- 種類：OHV 8バルブ ツインキャブレター
- 排気量：1.077L
- 内径×行程：75.0×61.0(mm)
- 圧縮比：10.0
- 出力：73ps/6,600rpm
- トルク：9.0kg·m/4,600rpm
- 搭載車種（車両型式）
  - （初）初代カローラSL（KE10-S）
  - （初）初代カローラスプリンターSL（KE15-S）
  - 2代目パブリカ1100SL（KP31-S）

### 2K
K型のボア縮小版。
- 種類：OHV 8バルブ シングルキャブレター
- 排気量：0.993L
- 内径×行程：72.0×61.0(mm)
- 圧縮比：9.0
- 出力：58ps/6,000rpm
- トルク：7.9kg·m/4,000rpm
- 搭載車種（車両型式）
  - （初）2代目パブリカ（KP30 / KP36 / KP36V）
  - 初代パブリカスターレット（KP40 / KP42）
  - 2代目スターレット（輸出仕様）（KP60）

### 3K
- 種類：OHV 8バルブ シングルキャブレター
- 排気量：1.166L
- 内径×行程：75.0×66.0(mm)
- 圧縮比：9.0
- 出力：68ps/6,000rpm
- トルク：9.5kg·m/3,800rpm
- 搭載車種（車両型式）
  - （初）初代カローラ（KE11 / KE11-F / KE18V）
  - 初代カローラスプリンター（KE17）
  - 2代目カローラ/スプリンター（KE20 / KE25）（KE26V（ - 75,11））
  - 2代目パブリカ（KP31 / KP37 / KP37V）
  - 初代パブリカスターレット（KP42 / KP47）[注釈 2]
  - 初代ライトエース（KM10）
  - 初代タウンエースバン（KR10）
  - ダイハツ・コンソルテ（EP31 / EP47）
  - ダイハツ・デルタ750（EM10）

### 3K-D
3K型の高圧縮比仕様
- 種類：OHV 8バルブ シングルキャブレター 高圧縮比
- 排気量：1.166L
- 内径×行程：75.0×66.0(mm)
- 圧縮比：10.0
- 出力：73ps/6,600rpm
- トルク：9.6kg·m/4,200rpm
- 搭載車種（車両型式）
  - （初）初代カローラ1200ハイデラックス（KE11 / KE11-F）
  - 2代目カローラ/スプリンター（KE20）

### 3K-B
- 種類：OHV 8バルブ ツインキャブレター 有鉛ハイオクガソリン仕様
- 排気量：1.166L
- 内径×行程：75.0×66.0(mm)
- 圧縮比：10.0
- 出力：77ps/6,600rpm
- トルク：9.6kg·m/4,600rpm
- 搭載車種（車両型式）
  - （初）初代カローラ1200SL（KE11-S）
  - 初代カローラスプリンター（KE17-S）
  - 2代目パブリカ1200SL,SR（KP31）
  - 2代目カローラ/スプリンター1200SL,SR（KE20 / KE25）
  - 初代パブリカスターレットST,SR（KP42 / KP47）

### 3K-BR
3K-B型のレギュラーガソリン仕様
- 種類：OHV 8バルブ ツインキャブレター レギュラーガソリン仕様
- 排気量：1.166L
- 内径×行程：75.0×66.0(mm)
- 圧縮比：9.0
- 出力：74ps/6,600rpm
- トルク：9.5kg·m/4,600rpm
- 搭載車種（車両型式）
  - 2代目カローラ/スプリンター1200SL（KE20 / KE25）
  - 3代目カローラ/スプリンター1200SL（KE35)

### 3K-H
3K型の出力向上版。
- 種類：OHV 8バルブ シングルキャブレター
- 排気量：1.166L
- 内径×行程：75.0×66.0(mm)
- 圧縮比：9.0
- 出力：71ps/6,000rpm
- トルク：9.7kg·m/3,800rpm
- 搭載車種（車両型式）
  - 3代目カローラ（KE30 / KE35）（KE36V（ - 75,11））/ スプリンター（KE40 / KE45）
  - 初代ダイハツ・シャルマン／シャルマンバン（A10S / A10V）[1][2]

### 3K-U
昭和51年度排出ガス規制適合 (B)
- 種類：OHV 8バルブ シングルキャブレター 酸化触媒 TTC-C（トヨタ触媒方式）
- 排気量：1.166L
- 内径×行程：75.0×66.0(mm)
- 圧縮比：9.0
- 出力：64ps/5,800rpm
- トルク：9.2kg·m/3,600rpm
- 搭載車種（車両型式）
  - 3代目カローラ（KE50）/ スプリンター（KE60）
  - 2代目パブリカ（KP50）
  - 初代パブリカスターレット（KP51）
  - 2代目スターレットバン（KP62V）
  - 初代ダイハツ・シャルマン（前期型・改良後）

### 3K-HJ
3K-H型の最大トルク発生回転数を低めた商用車用。
- 種類：OHV 8バルブ シングルキャブレター
- 排気量：1.166L
- 内径×行程：75.0×66.0(mm)
- 圧縮比：9.0
- 出力：67ps/5,800rpm
- トルク：9.4kg·m/3,600rpm
- 搭載車種（車両型式）
  - 2代目スターレットバン（KP62V（76,01 - 77,08））
  - 2代目カローラバン（KE26V（75,11 -））
  - 3代目カローラバン（KE36V（75,11 -））
  - 2代目パブリカピックアップ（KP38）
  - 初代ダイハツ・シャルマンバン（前期型・改良後）

### 4K-U
昭和53年度排出ガス規制適合 (E)

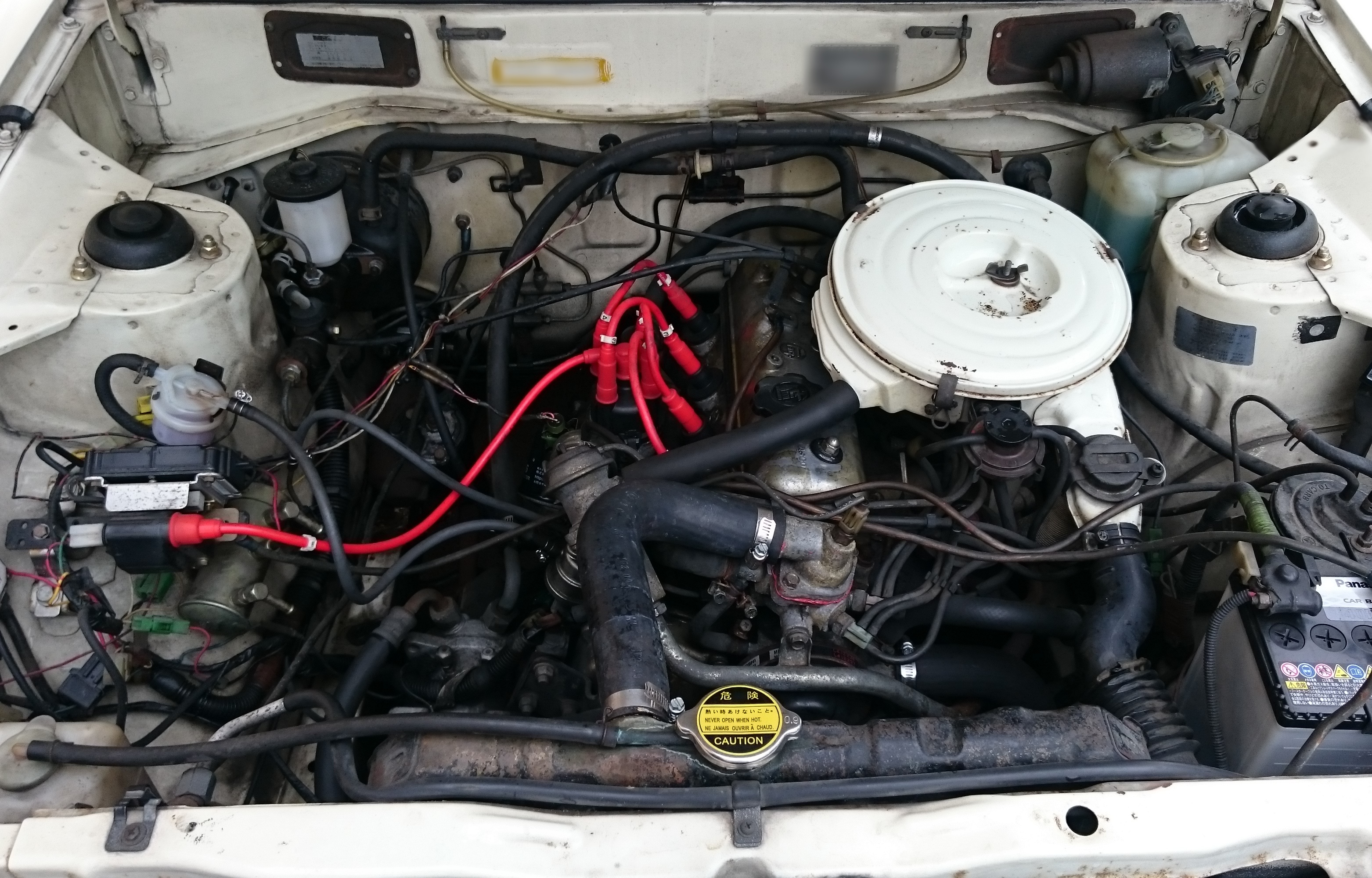
4K-U

- 種類：OHV 8バルブ シングルキャブレター 酸化触媒
- 排気量：1.290L
- 内径×行程：75.0×73.0(mm)
- 圧縮比：9.0
- 出力：72ps/5,600rpm
- トルク：10.5kg·m/3,600rpm
- 搭載車種（車両型式）
  - （初）3代目カローラ（KE55）/ スプリンター（KE65）
  - 2代目スターレット（KP61（ - 81.8））
  - 4代目カローラ / スプリンター（KE70）
  - 初代ダイハツ・シャルマン（後期型）

### 4K-U（II）
昭和53年度排出ガス規制適合 通称LASRE 4K-Ⅱ
- 種類：OHV 8バルブ シングルキャブレター 酸化触媒
- 排気量：1.290L
- 内径×行程：75.0×73.0(mm)
- 圧縮比：9.5
- 出力：74ps/5,600rpm
- トルク：10.7kg·m/3,600rpm
- 搭載車種（車両型式）
  - 2代目スターレット（KP61（81,8 -））
  - 4代目カローラ / スプリンター（KE70 / KE73G）
  - 2代目ダイハツ・シャルマン

### 4K-EU
- 生産期間
  - 1982年8月 - 1984年10月（国内向け）
- 種類：OHV 8バルブ EFI 触媒
- 排気量：1.290L
- 内径×行程：75.0×73.0(mm)
- 圧縮比：9.5
- 出力：79ps/5,000rpm
- トルク：11.7kg·m/4,200rpm
- 搭載車種（車両型式）
  - （初）2代目スターレットSi,SE-EFI,XL-EFI（KP61）

### 4K-J
- 種類：OHV 8バルブ シングルキャブレター
- 排気量：1.290L
- 内径×行程：75.0×73.0(mm)
- 圧縮比：9.5
- 出力：72ps/5,200rpm
- トルク：10.7kg·m/3,600rpm
- 搭載車種（車両型式）
  - 2代目スターレットバン（KP61V）
  - 2代目パブリカピックアップ（KP39）
  - 4代目カローラバン（KE71V / KE72V）
  - 初代ライトエース（KM11）
  - 2代目ライトエース（KM20 / KM21）
  - 3代目ライトエース（KM35V）（KM50）
  - 初代タウンエースバン（KR11）
  - 2代目タウンエースバン（KR26V）
  - 初代ダイハツ・シャルマンバン（後期型）

### 5K-J
5K型の商用版。
- 種類：OHV 8バルブ シングルキャブレター
- 排気量：1.496L
- 内径×行程：80.5×73.0(mm)
- 圧縮比：9.3
- 出力：83ps/5,200rpm
- トルク：13.0kg·m/3,600rpm
- 搭載車種（車両型式）
  - 4代目カローラバン（KE74V）
  - 3代目カリーナバン（KA67V）
  - 7代目コロナバン（KT147V）
  - 3代目ライトエース（KM31V / KM36V）（KM51（ - 97,04））
  - 初代デリボーイ（KXC10V）

### 5K-U
昭和53年度排出ガス規制適合 （E）
- 種類：OHV 8バルブ シングルキャブレター　酸化触媒
- 排気量：1.496L
- 内径×行程：80.5×73.0(mm)
- 圧縮比：9.3
- 出力：70ps/4,800rpm
- トルク：11.7kg·m/3,200rpm
- 搭載車種（車両型式）
  - 3代目ライトエースワゴン（KM30G）

### 5K
- 種類：OHV 8バルブ シングルキャブレター
- 排気量：1.496L
- 内径×行程：80.5×73.0(mm)
- 圧縮比：9.3
- 出力：70ps/4,800rpm
- トルク：11.7kg·m/3,200rpm
- 搭載車種（車両型式）
  - 1t系15型後期～16型（小松フォークリフト製・フォークリフト）
  - 5FG（豊田自動織機製・フォークリフト）
  - 6FG（豊田自動織機製・フォークリフト）
  - 7FG（豊田自動織機製・フォークリフト）
  - 5代目ライトエースバン/3代目タウンエースバン（KR41V）
  - 3代目ライトエーストラック（KM51（97,04 - ））

### 7K
- 種類：OHV 8バルブ シングルキャブレター
- 排気量：1.781L
- 内径×行程：80.5×87.5(mm)
- 圧縮比：9.5
- 出力：76ps/4,600rpm
- トルク：14.3kg·m/2,800rpm
- 搭載車種（車両型式）
  - 5代目ライトエースバン / 3代目タウンエースバン（KR42V（ - 98,10） ）

### 7K-E
- 種類：OHV 8バルブ EFI
- 排気量：1.781L
- 内径×行程：80.5×87.5(mm)
- 圧縮比：9.0
- 出力：60kW(82ps)/4,800rpm
- トルク：142N·m(14.5kg·m)/2,800rpm
- 搭載車種（車両型式）
  - （初）5代目ライトエースバン / 3代目タウンエースバン（KR42V（98,10 - ））（KR51V）
  - （初）4代目ライトエーストラック / 4代目タウンエーストラック（KM70 / 80系）